# Equazione di Fisher (matematica)
In matematica, l'equazione di Fisher è un caso particolare del modello generale di reazione-diffusione proposto da Ronald Fisher che può essere considerato un'estensione dell'equazione logistica che tiene conto della diffusione spaziale. Ha la forma:
{\displaystyle {\frac {\partial u}{\partial t}}-d\nabla ^{2}u=au-bu^{2}}
dove il termine di reazione è descritto dal contributo non lineare {\displaystyle f(u)=au-bu^{2}}, composto da un termine {\displaystyle au} proporzionale  alla densità e da una limitazione non lineare {\displaystyle -bu^{2}} all'accrescimento della densità {\displaystyle u}, proporzionale al quadrato della densità. Questo termine definisce un valore critico locale della densità {\displaystyle u} dato da {\displaystyle u^{*}=a/b}, per il quale il termine di reazione si annulla e il processo diviene localmente di pura diffusione. Tale densità critica definisce il limite locale superiore, oltre il quale la densità non può crescere in situazione di regime. 
Questa equazione gioca un importante ruolo nello studio del trasferimento di calore e massa e in matematica delle popolazioni (biologia ed ecologia).

## L'equazione
L'equazione di Fisher in una dimensione ha la forma:
{\displaystyle {\frac {\partial u}{\partial t}}=ru(1-u)+d{\frac {\partial ^{2}u}{\partial x^{2}}}}
Per ogni velocità {\displaystyle c\geq 2{\sqrt {rd}}} ammette una soluzione ad onda della forma:
{\displaystyle u(x,t)=v(x\pm ct)\equiv v(z)}
dove {\displaystyle v} è crescente e:
{\displaystyle \lim _{z\rightarrow -\infty }v\left(z\right)=0\qquad \lim _{z\rightarrow \infty }v\left(z\right)=1}
La soluzione si alterna tra due stati di equilibrio {\displaystyle u=0} e {\displaystyle u=1}. Non vi è soluzione di questo tipo per {\displaystyle c<2}.

## Interpretazione ecologica
Supponendo di interpretare la densità {\displaystyle u(x,t)} come densità di popolamento in un certo punto e in un certo istante, l'equazione di Fisher descrive la combinazione dei seguenti effetti:
- migrazioni verso regioni ancora disabitate o poco abitate (diffusione);
- aumento locale della popolazione (generazione malthusiana);
- freno all'aumento della popolazione (effetto del secondo ordine di saturazione) dato dalla disponibilità limitata di risorse, a causa del quale localmente la popolazione non può superare una certa soglia o densità di saturazione {\displaystyle (a/b)}; al di sopra di questa soglia locale il termine non omogeneo di reazione diviene distruttivo, interpretabile ecologicamente come carestia.

È interessante osservare che questa equazione è stata utilizzata per studiare quantitativamente l'espansione dell'agricoltura nel Neolitico (Ammerman e Cavalli-Sforza).